# Piotr Kuncewicz

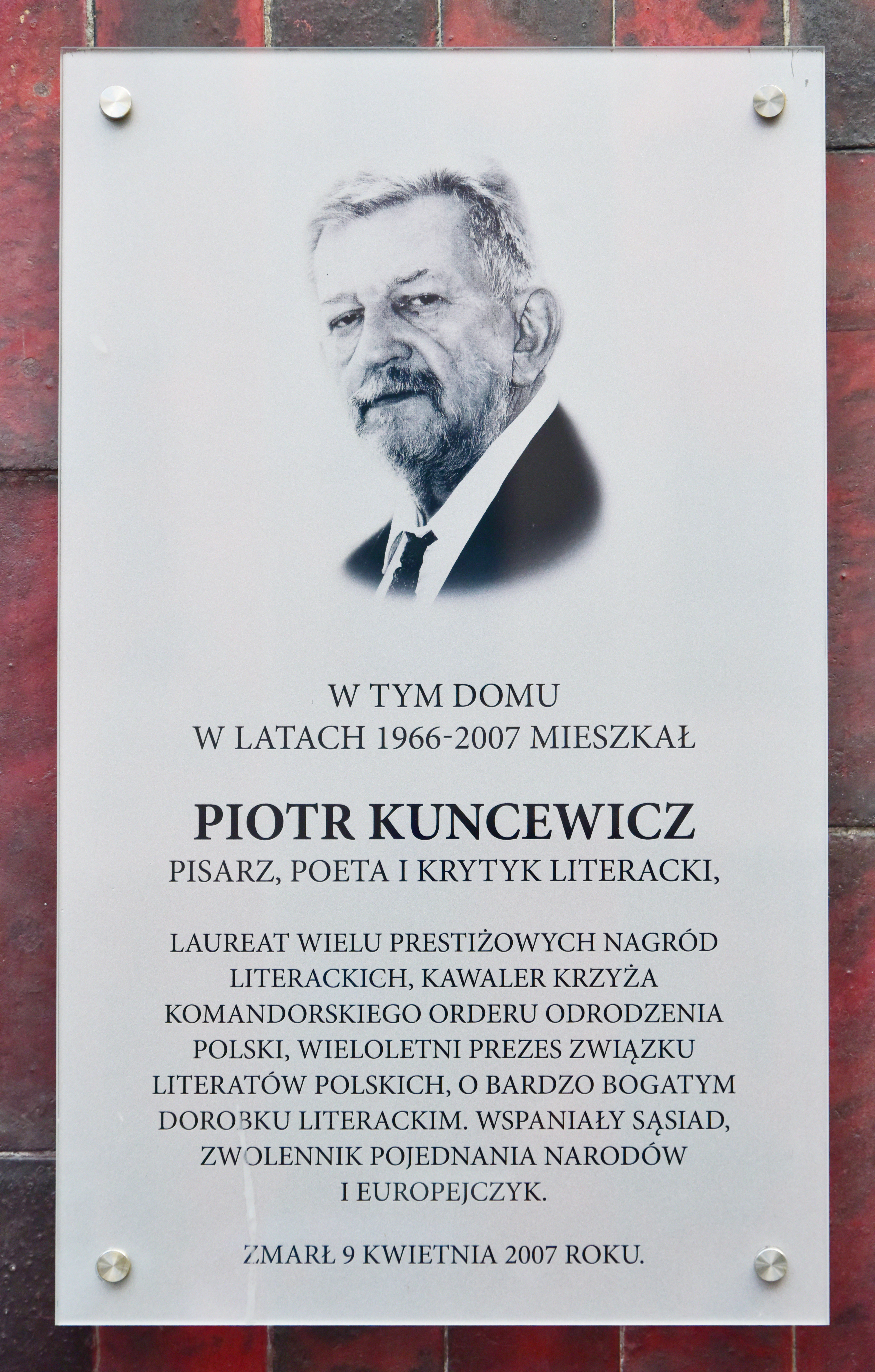
Tablica upamiętniająca Piotra Kuncewicza przy ul. Zgoda 13 w Warszawie

Piotr Kuncewicz (ur. 19 marca 1936 w Warszawie, zm. 9 kwietnia 2007 tamże) – polski pisarz, poeta, krytyk literacki i teatralny, historyk literatury, publicysta, publicysta radiowy i telewizyjny; wieloletni prezes Związku Literatów Polskich.

## Życiorys
W latach 1952–1956 studiował filologię polską na Katolickim Uniwersytecie Lubelskim, w 1961 doktoryzował się pracą o liryce Marii Pawlikowskiej-Jasnorzewskiej na Uniwersytecie Warszawskim. W latach 1959–1967 był adiunktem w Instytucie Badań Literackich Polskiej Akademii Nauk. Od 1965 był członkiem, a w latach 1990–2003 prezesem Zarządu Głównego Związku Literatów Polskich. Lata jego prezesury to okres szczególnej rywalizacji ze Stowarzyszeniem Pisarzy Polskich. W latach 1969–1971 był kierownikiem literackim Teatru im. Wojciecha Bogusławskiego w Kaliszu, w latach 1971–1973 wykładowcą w Państwowej Wyższej Szkole Teatralnej w Warszawie. Od 1973 zajmował się wyłącznie pracą literacką, napisał m.in. wielotomową panoramiczną historię literatury polskiej Agonia i nadzieja (1991–1994). W dziele Legenda Europy (2005) opisał Europę kultury, historii, idei i literatury. W 2004 został wybrany na Wielkiego Mistrza Wielkiego Wschodu Polski.
Był poetą i pisarzem o rozległych zainteresowaniach, obejmujących m.in. historię, filozofię, religioznawstwo, historiozofię i socjologię, wiele dziedzin wiedzy ezoterycznej, ale także dzieje Ziemi i Wszechświata, paleontologię, biologię i medycynę. Został odznaczony Krzyżem Komandorskim Orderu Odrodzenia Polski za wybitne osiągnięcia w twórczości literackiej i zasługi w działalności społecznej (2002), laureat Nagrody Kisiela (1990) oraz nagrody literackiej im. Władysława Reymonta (1994).
Piotr Kuncewicz pisywał również felietony na łamach miesięcznika „Czwarty Wymiar”.
Jest pochowany na Cmentarzu Wojskowym na Powązkach (Kwatera B 19, rząd 6, grób 30).
Był siostrzeńcem Jerzego Kuncewicza.

## Dzieła
- Szumy, 1967
- Samotni wobec historii, 1967
- Antyk zmęczonej Europy, 1982
- Grochowiak, 1976
- Cień ręki, 1977
- W poszukiwaniu niecodzienności, 1979
- Dęby kapitolińskie, 1970
- Zamieć, 1972
- Agonia i nadzieja: t. 1 Literatura od 1918 (1991), t. 2 Literatura od 1939 (1993), t. 3 Poezja polska od 1956, część 1 i 2 (1994)
- Nowa era dinozaurów. New Age, 1994
- Leksykon polskich pisarzy współczesnych, t. 1 i 2, 1995
- Goj patrzy na Żyda. Dzieje braterstwa i nienawiści od Abrahama po współczesność, Wydawnictwo Iskry 2000
- Legenda Europy, 2005[5].

## Upamiętnienie
Tablica pamiątkowa na budynku przy ul. Zgoda 13 w Warszawie, w którym mieszkał, odsłonięta w 2018.